# Euowenia
Euowenia és un gènere de mamífers diprotodonts de la família dels diprotodòntids que visqueren a Austràlia des del Pliocè inferior fins al Plistocè superior, fa entre 11.700 anys i 5,33 milions d'anys. Se n'han trobat restes fòssils als estats d'Austràlia Meridional, Nova Gal·les del Sud i Queensland. Pesaven mitja tona. L'esmalt de les dents molars és rugós, com el de Diprotodon, però el protolof té una forma més convexa. El nom genèric Euowenia fou elegit en honor del paleontòleg britànic Richard Owen.